# 일반화 좌표
일반화 좌표(generalized coordinates)는 물리적 계를 더 쉽게 분석하기 위해 사용되는 매개변수의 집합을 말한다. 데카르트 좌표계가 표준이던 시절에 붙여진 이름이다.

## 수학적 정의
N개의 입자를 가진 계와 이 계의 좌표들간의 제약을 주는 k개의 홀로노믹 구속
{\displaystyle f_{i}(x_{1},\;x_{2},\;x_{3},\;\cdots ,\;x_{n},\;t)\quad i=1,\;2,\;\cdots ,\;k}
이 있다 하자. 이 때, 이 계의 자유도는 회전과 같은 자유도를 무시하고 병진에 의한 자유도만을 고려하면 3N-k개의 자유도를 가지게 된다. 그리고 이 때, 이 계를 기술하는 3N-k개의 서로 독립인 좌표의 집합 {q1, q2, …, q3N-k}를 일반화 좌표라 한다. 이 좌표는 말 그대로 일반화된 좌표로 관성계일 필요도 없고, 뉴턴 역학에서 자주 쓰는 데카르트 좌표계일 필요도 없다. 심지어, 길이의 차원을 가지지 않는 각 또한 일반화 좌표가 될 수 있다. 임의의 3N-k개의 매개변수가 계의 상태를 완벽히 표현할 수 있다면, 이 매개변수들은 일반화좌표가 될 수 있다. 이를 통해, 기존의 좌표계들과 달리 운동을 분석할 수 있는 유연성을 제공해준다.

## 예

이중 진자

평면 위에서 운동하는 이중진자는 데카르트 좌표계를 사용하면, 다음과 같이 {x1, y1 x2, y2} 네 개의 좌표를 사용하면 운동을 기술할 수 있다. 하지만 이 운동의 자유도는 2이기 때문에, 데카르트 좌표계보다 일반화 좌표를 사용하면 더 편리하게 운동을 기술할 수 있다. 보통 이 문제를 기술하기 위해서 왼쪽 그림과 같이 각 θ1, θ2를 일반화 좌표로 사용한다. 그에 관계된 변환식은 다음과 같다.
{\displaystyle \lbrace x_{1},y_{1}\rbrace =\lbrace L_{1}\sin \theta _{1},L_{1}\cos \theta _{1}\rbrace }

{\displaystyle \lbrace x_{2},y_{2}\rbrace =\lbrace L_{1}\sin \theta _{1}+L_{2}\sin \theta _{2},L_{1}\cos \theta _{1}+L_{2}\cos \theta _{2}\rbrace }
끈 위에서 움직이는 구슬의 경우 자유도가 1이므로 일반화 좌표를 사용하면 매우 쉽게 운동을 기술할 수 있다. 끈위의 어느 기준점으로부터 구슬까지의 끈을 따라서 잰 거리 l을 일반화 좌표로 사용하면 원래는 3차원 좌표를 써서 복잡하게 풀어야 할 문제가 1차원 문제로 쉬워지는걸 확인할 수 있다.
임의의 면 상에서 움직이는 물체의 운동은 3차원 상에서 이루어지지만 2개의 자유도를 가지고 있다. 구 위에서 움직이는 물체를 생각해보면, 구면 좌표계의 각 좌표, θ, φ를 변수로 사용하는 것이 좋다. 나머지 좌표 r은 계의 홀로노믹 구속에 의해 쉽게 없어짐을 볼 수 있다.

## 일반화 속도
어떤 순간의 계의 상태를 기술하기 위해선 좌표만으로도 충분하다. 하지만 그 계의 동역학적 상태를 알기 위해선 입자들의 위치만을 알아서는 부족하다. 입자들의 운동 상태에 대한 정보도 함께 알아야 한다. 이를 기술하기 위해 각 일반화 좌표의 시간에 대한 미분, 일반화 속도(generalized velocity)란 개념을 도입한다.
{\displaystyle {\dot {q}}_{i}\equiv {dq_{i} \over dt}}
이 값을 알면 이후의 계의 상태를 추적할 수 있다. 여기에 일반화 속도의 역학적 중요성이 있다.

### 운동에너지
라그랑주 역학에서는 일반화 좌표로 기술되는 운동에너지 T를 자주 구하게 된다. 하지만 이는 일반적으로 다음과 같은 일반화 속도의 이차 형식으로 나타나지 않음에 주의하자.
{\displaystyle T\neq \sum _{i}c_{i}{\dot {q}}_{i}^{2}}
일반적으로 이를 구하기 위해서는 아래와 같이
{\displaystyle T=\sum _{i=1}^{N}{\frac {m_{i}}{2}}\left({\dot {x}}_{i}^{2}+{\dot {y}}_{i}^{2}+{\dot {z}}_{i}^{2}\right)}
데카르트 좌표계를 통해 먼저 운동 에너지를 구하고, 이를 일반화 좌표로 변환시켜 사용하게 된다.
{\displaystyle x_{i}=x_{i}\left(q_{1},q_{2},...,q_{n},t\right)}
{\displaystyle y_{i}=y_{i}\left(q_{1},q_{2},...,q_{n},t\right)}
{\displaystyle z_{i}=z_{i}\left(q_{1},q_{2},...,q_{n},t\right)}
여기서, 운동에너지를 구하기 위한 데카르트 좌표계는 항상 관성계이어야 함에 주의하자. 하지만 변환 후의 일반화 좌표는 관성계일 필요는 없다. 이 좌표 선택의 자유도가 일반화 좌표의 장점이다.

## 같이 보기
- 라그랑주 역학
- 자유도
- 가상 일